# Мали Будмир
Мали Будмир (мађ. Kisbudmér) је село у Мађарској, у јужном делу државе. Село управо припада Бољском срезу Барањске жупаније, са седиштем у Печују.

## Природне одлике
Насеље Велики Будмир се налази у јужној Мађарској, у историјској области Барања. Најближи већи град је Мохач.
Село је смештено у средишњој Барањи и удаљено је од ободних река, Дунава и Драве. Насеље је положено у равници, на приближно 110 метара надморске висине.

## Становништво
Према подацима из 2013. године Мали Будмир је имао 108 становника. Последњих година број становника опада.
Претежно становништво у насељу чине Мађари римокатоличке вероисповести, а једина присутна мањина су Немци (око 4%).

### Попис1910.
| Мали Будмир                                                           | Мали Будмир |
| --------------------------------------------------------------------- | --- |
| Језик                                                                 | Вера |
| укупно: 375 Немачки 362 (96,53%) Мађарски 12 (3,20%) остали 1 (0,26%) | <div style="border:solid transparent;position:absolute;width:100px;line-height:0; укупно: 375 Римокатолици 367 (97,86%) Јевреји 8 (2,13%) - (-%) |